# Zioella pavonina
Genre
Espèce
Zioella pavonina, unique représentant du genre Zioella, est une espèce de tardigrades de la famille des Tanarctidae. 

## Distribution
Cette espèce est endémique de l'océan Atlantique. 
Elle a été découverte au large de la Guadeloupe.

## Publication originale
- Renaud-Mornant, 1987 : Halechiniscidae nouveaux de sables coralliens tropicaux (Tardigrada, Arthrotardigrada). Bulletin du Muséum national d'histoire naturelle. Section A, Zoologie, biologie et écologie animales, vol. 9, no 2, p. 353-373.